# سيكي (لاكونيا)
سيكي (Συκέα) هي مدينة في لاكونيا في مقاطعة كينتريكي إلادا في اليونان.